# Arenberger Stolln
Der Arenberger Stolln ist ein Stolln im Bergrevier Schwarzenberg im sächsischen Erzgebirge.

## Lage
Der Arenberger (Erb-)Stolln befindet sich am Westhang des Fichtelberges über dem Ochsenstall im Unterwiesenthaler Forstrevier, unweit der Quelle der Großen Mittweida. Da die letzten Betreiber des Stollns aus dem heutigen Ortsteil Rittersgrün der Gemeinde Breitenbrunn/Erzgeb. stammten, fand auch die Ortsangabe bei Rittersgrün Verwendung. Er gehörte zur Amtshauptmannschaft Annaberg, zum Berginspektionsbezirk Schneeberg und zum Bezirk des Gerichtsamts Oberwiesenthal.

## Geschichte
Im Oktober 1853 mutete der Tischler Enoch Friedrich Müller aus Rittersgrün den alten Stolln. Der Vortrieb kam jedoch auch aufgrund mehrerer Verbrüche zum Erliegen. Der Stolln wurde daraufhin mit Frist verschrieben. Eine erneute Wiederaufnahme des Bergbaus im Arenberger Stolln, zu dem kein Grubenfeld gehörte, erfolgte ab dem Quartal Trinitatis 1861 durch die Gesellenschaft der Tischler in Rittersgrün, zu deren Bevollmächtigten diese den Tischlermeister Enoch Friedrich Müller ernannt hatten. Zunächst wurde der verbrochene Teil des Stollns in Mundlochnähe auf eine Länge von 17,5 Lachtern freigelegt und mit einer neuen Zimmerung ausgebaut. Dann folgte die Sicherung des weiteren, in festen Gestein stehenden Teiles des Stollns, auf eine Länge von 48,6 Lachtern. Ab Luciae 1862 arbeiteten zwei Mann vor Ort in Doppelschicht ohne nennenswerte Erzfunde.
Die Eigentumsverhältnisse mussten nach dem Tode des Mitbesitzers Enoch Friedrich Müller neu geregelt werden, was sich schwierig gestaltete. Es kam zur Lossagung und mit dem Verbruch des Stollns kam es 1876 zur endgültigen Stilllegung.